# Sultanato de Mataram

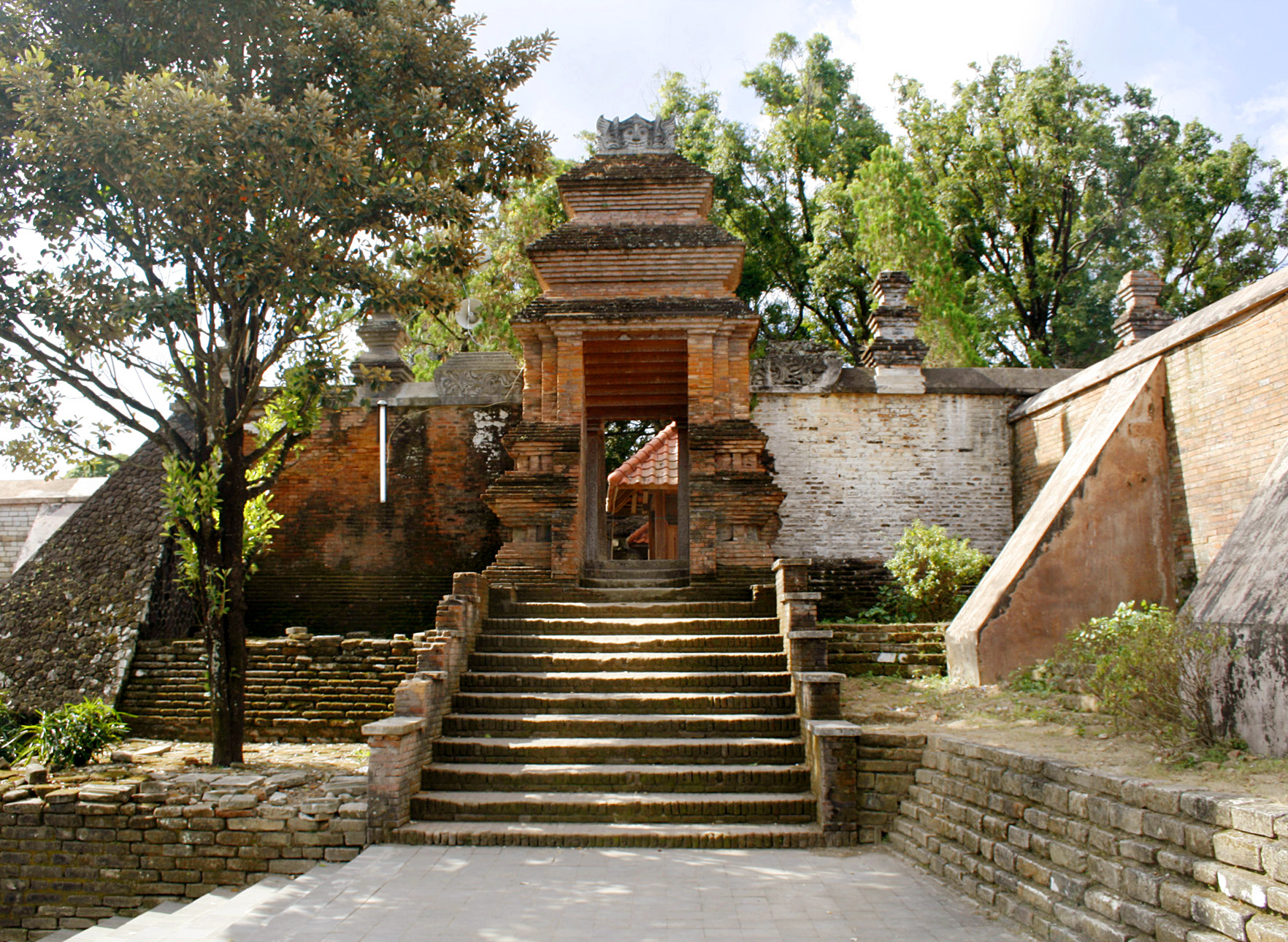
Entrada al de mausoleo de Agung de Mataram en la necrópolis real de Imogiri.

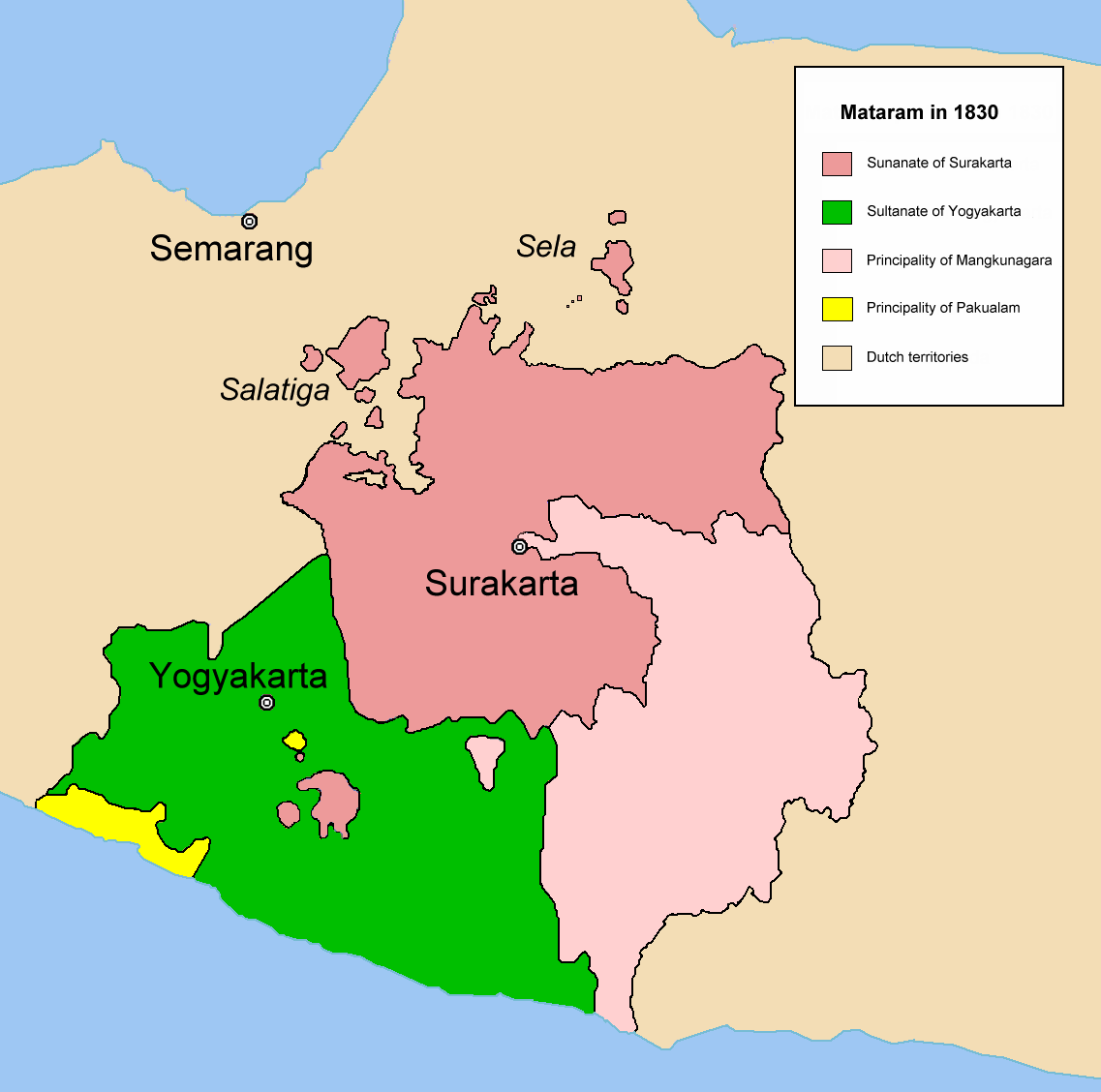
Mataram, ya dividido, en 1830.

El Sultanato de Mataram fue un antiguo Estado que dominó el centro de la isla de Java, en la actual Indonesia. Aunque fue un Estado religioso, de base islamista, se produjo en él cierto sincretismo por influencia de las tradiciones hindú-javanesas, lo que puede apreciarse en textos como sus Babad Tanah Djawi.

## Historia
Mataram fue el nombre de varios pequeños Estados javaneses de los siglos IX y X. Un principado en concreto fue fundado en algún momento del siglo X, convirtiéndose en sultanato en el año 1508, regido por un susubunan (sultán). Entre 1586 y 1755 fue el poder hegemónico de la isla de Java. En 1755 fue dividido a instancias de los Países Bajos en dos Estados vasallos.
El sultanato se enfrentó militarmente desde su nacimiento a los Estados de la costa noreste de Java. Estas guerras, que provocaron una demografía negativa en algunas áreas de la isla, terminaron en 1625 con la destrucción de Surabaja, el último gran puerto de la costa noroeste. A pesar de ello continuaron con una sucesión de asesinatos de los líderes costeros, ordenados por los sultanes de Mataram. En 1675 esta situación llevó a una rebelión en el este de Java. Los Países Bajos, que comenzaron entonces a influir políticamente en Mataram, apoyaron al sultán. Los Países Bajos ayudaron también a Mataram en una rebelión en 1680.

### Las guerras javanesas
Ya a finales del siglo XVII la Compañía Neerlandesa de las Indias Orientales (por sus siglas, VOC) jugaba un papel importante en la isla de Java, precisamente a causa, entre otras cosas, por su alianza con Mataram, el poder hegemónico local. Durante el siglo XVIII, sin embargo, se produjeron una larga serie de revueltas conocidas en su conjunto como guerras javanesas.
Durante la Guerra de Surabaja (1718-1723) Mataram consiguió definitivamente desmoronar los antiguos linajes de las costas de Java central. Sin embargo cada vez había mayor cantidad de sublevaciones en contra de los sultanes y de sus aliados los neerlandeses. En estos levantamientos, al igual que había sucedido anteriormente, jugó un gran papel el islam, pues los sultanes de Mataram lo ejercían relajadamente, convirtiéndose esto en un motivo para exigir su derrocamiento. La ayuda holandesa tuvo consecuencias; así, Mataram debió cederles en 1743 toda la costa norte y el extremo norte de Java.
Una guerra, entre 1749 y 1757, provocó la división de Mataram en tres nuevos Estados: Surakarta, gobernado por un susuhunan, Yogyakarta, por un sultán, y un mangkunegara también instalado en Surakarta.
Mientras tanto, los holandeses continuaron haciéndose con más territorio en Java. Entre 1825 y 1830 sucedió la mayor de estas guerras, que recibe el nombre de Guerra de Java. Su líder fue Dipanegara, un joven que, además de ser descendiente de los sultanes de Yogyakarta, era líder islamista.

## Religión
El sincretismo religioso del sultanato fue utilizado por sus enemigos para intentar hacer caer a los sultanes, especialmente a partir del sultán Agung (1613-1646), invocando un seguimiento puro del Islam contra ellos. Por otro lado, los sultanes de Mataram practicaron una política de asesinatos de los líderes islámicos más ortodoxos.